# 和泉だんじり祭
和泉だんじり祭（いずみだんじりまつり）は、大阪府和泉市各地で行われる秋祭の総称。

## 概要
和泉市にはだんじりを所有する町会が35町あるが、池上町は明治末期の神社合祀の際に氏神社を現在の泉大津市にある曾根神社に合祀したため、同市の曽根・助松地区に所属している。
令和2年12月の鶴山台だんじり廃絶により、和泉市で曳行されるだんじりは全て岸和田型の下だんじりとなった。

### 和泉だんじり大連合
旧・泉北郡和泉町（大字池上を除く）および北松尾村大字寺田に該当する。寺田町は平成13年まで松尾連合に所属していたが、校区の変更により同14年から郷荘連合に移った。平成18年には黒鳥天満宮天神社が泉井上神社より復祀され、記念曳行が行われた。
2日目の午後1時から4時頃まで、和泉府中駅周辺で連合パレードが行われる（平成11年までは郷荘地区で、同12年は郷荘・府中両地区で行われていた。また、平成12年まで池上町も参加していた）。規模は岸和田旧市地区の22町に次ぐ18町という大きなものになり、和泉府中駅前では次々とやってくるだんじりを見ることができる。
府中地区
- 東泉寺、小社之町、南之町、市辺町、馬場之町 - 泉井上神社

郷荘地区
- 和気町、小田町 - 泉井上神社
- 阪本町、観音寺町、桑原町、寺門町 - 郷荘神社
- 寺田町 - 神明神社

伯太地区
- 下伯太、上伯太 - 伯太神社

黒鳥地区
- 辻小路、郷小路、上泉、坊小路 - 黒鳥天満宮天神社

### 信太・幸地区
旧・泉北郡信太村および八坂町に該当する。信太郷の総氏神である聖神社に全町宮入する。信太地区の各氏神社の合祀先である信太森葛葉稲荷神社には宮入しないが、合祀されなかった幸地区の氏神社である八坂神社に王子町と幸が別途宮入する。
3日目の午後1時から5時頃まで、北信太駅周辺で連合パレードが行われる。
- 宮本町、尾井町、富秋町、葛の葉町、太町、上町、上代町 - 聖神社
- 王子町、幸 - 聖神社、八坂神社

### 松尾連合
旧・泉北郡北松尾村（大字寺田を除く）および南松尾村に該当する。松尾谷の総氏神である春木・春日神社への神社合祀を実施したが、諸般の事情から戦後に復祀された。
2日目の午後1時から4時頃まで、オークワ和泉中央店周辺で連合パレードが行われる。
北松尾地区
- 箕形町 - 箕形・八坂神社
- 唐国町 - 唐国・菅原神社
- 内田町 - 内田・春日神社

南松尾地区
- 春木町 - 春木・春日神社
- 久井町 - 八幡神社
- 若樫町 - 若樫・春日神社
- 春木川町 - 八雲神社

### 子供だんじり
上記のほか、南池田地区は騒動を起こしたため大正時代には曳行禁止となり、北池田地区も氏神社の三林・春日神社（池田谷の総氏神）が南池田地区にあるため宮入ができず、両地区のだんじりは順次廃絶となった。現在は子供だんじりと呼ばれる小さなだんじりが子供会主催で曳行されている。横山地区の祭礼は神輿の渡御が中心だが、子供だんじりも数台ある。

## 日程
毎年体育の日の前々日・前日の2日間、信太・幸地区のみ体育の日当日も含めた3日間行われる。